# Pernille Mathiesen
Pernille Mathiesen, née le 5 octobre 1997 à Holstebro, est une coureuse cycliste professionnelle danoise. Elle est championne d'Europe sur route et du contre-la-montre espoirs en 2017.

## Biographie

### 2017
Elle remporte le championnat d'Europe du contre-la-montre espoirs 2017. Sa performance lui aurait permis de terminer deuxième derrière Ellen van Dijk de l'épreuve élites. Lors de la course en ligne espoirs, elle part en échappée avec Jeanne Korevaar, Alice Barnes, Jelena Eric et Séverine Eraud. Elle accélère ensuite et compte trente secondes d'avance à dix kilomètres de la ligne. Elle résiste jusqu'au bout au retour du peloton et réalise donc à domicile le doublé route-contre-la-montre,.

### 2018
Sur le BeNe Ladies Tour, Pernille Mathiesen est troisième du prologue. Aux championnats du monde du contre-la-montre, elle se classe douzième,.

### 2019
Au Tour de Thuringe, la première étape voit la victoire d'un groupe d'échappée avec Pernille Mathiesen dedans. Elles passent la ligne d'arrivée avec six minutes d'avance sur le peloton. Dans le contre-la-montre, 
Pernille Mathiesen est quatrième, mais ne reprend que quatre secondes à Kathrin Hammes. Le lendemain, les bonifications étant prises par l'échappée, Pernille Mathiesen reste à la seconde place du classement général. Elle est aussi meilleure jeune. Elle est huitième du championnat d'Europe du contre-la-montre.  Sur La Madrid Challenge by La Vuelta, elle est troisième du contre-la-montre de la première étape.

### 2022
Victime de troubles de l'alimentation et de problèmes de santé mentale, elle annonce mettre un terme à sa carrière le 15 juin 2022.

## Palmarès sur route

### Palmarès par années
- 2014
  -  Championne du Danemark du contre-la-montre juniors
  -  Médaillée d'argent du championnat du monde du contre-la-montre juniors
  - Jeux olympiques de la jeunesse :
    - 3e du classement général
    - 3e du contre-la-montre
- 2015
  -  Championne du Danemark du contre-la-montre juniors
- 2016
  - 4e étape du Gracia Orlova
- 2017
  -  Championne d'Europe sur route espoirs
  -  Championne d'Europe du contre-la-montre espoirs
  - 2e du championnat du Danemark du contre-la-montre
- 2018
  - 2e du championnat du Danemark du contre-la-montre
  -  Médaillée de bronze du championnat du monde du contre-la-montre par équipes
  - 5e du championnat d'Europe du contre-la-montre
- 2019
  - 2e de l'Omloop van de IJsseldelta
  - 2e du Tour de Thuringe
  - 2e du championnat du Danemark sur route
  - 2e du championnat du Danemark du contre-la-montre
  - 3e du contre-la-montre par équipes de l'Open de Suède Vårgårda
  - 3e de La Madrid Challenge by La Vuelta
  - 8e du championnat d'Europe du contre-la-montre

### Classements mondiaux
| Année                                 | 2016 | 2017 | 2018 | 2019 | 2020 |
| ------------------------------------- | ---- | ---- | ---- | ---- | ---- |
| Classement UCI                        | 355e | 203e | 172e | 54e  | 372e |
| UCI World Tour                        | nc   | 124e | 123e | 43e  | nc   |
|                                       |      |      |      |      |      |
| Légende : nc = non classéSource : UCI |      |      |      |      |      |